# Fasciculus gracilis

Querschnitt durch das Rückenmark, 3a bezeichnet den Fasciculus gracilis

Der Fasciculus gracilis (lateinisch; deutsch das grazile Bündel) ist eine Nervenbahn innerhalb des Rückenmarks. Er leitet exterozeptive und propriozeptive Informationen, vor allem von der unteren Extremität zum Gehirn. Dies wird als epikritische Sensibilität bezeichnet. Der Fasciculus gracilis gehört mit dem Fasciculus cuneatus zu den Hinterstrangbahnen des Rückenmarks.
Die Nervenfasern des Fasciculus gracilis verlaufen gleichseitig (ipsilateral) ohne vorherige Umschaltung zum Nucleus gracilis in der Medulla oblongata, wo sie auf das zweite Neuron umgeschaltet werden. Nach dieser Umschaltung setzen sie sich als Lemniscus medialis fort, in dem die Kreuzung auf die Gegenseite (kontralateral) erfolgt.
Der Fasciculus gracilis wird auch als Goll-Bündel bezeichnet. Der Name geht auf die Erstbeschreibung der anatomischen Struktur aus dem Jahr 1860 durch den schweizerischen Neuroanatom Friedrich Goll zurück.